# Glaucidium nubicola
El mochuelo ecuatoriano (Glaucidium nubicola), también conocido como mochuelo montañés, mochuelo nuboselvático, mochuelo nuboselvático de neblina o buhíto nubícola, es una especie de búho pequeña y compacta que se encuentra en los bosques nublados entre 900-2000 m s.n.m. a lo largo de los Andes del oeste de Colombia y noroeste del Ecuador. Por debajo de esta franja altitudinal se encuentra el mochuelo centroamericano (Glaucidium griseiceps); por encima se encuentra el mochuelo andino (Glaucidium jardinii).
Su epíteto específico nubicola significa “que habita en las nubes” en latín, ya que esta especie está restringida a bosques nublados muy húmedos.

## Taxonomía y sistemática
El mochuelo ecuatoriano fue descrito por primera vez bajo su nombre científico actual por los ornitólogos Mark B. Robbins y F. Gary Styles en 1999. Glaucidium es el diminutivo del término griego “glaux” (γλαύξ), que significa “búho pequeño”; y el nombre de la especie “nubicola” significa “que habita en las nubes” en latín.
El mochuelo ecuatoriano pertenece al género Glaucidium, linaje que incluye de 26 a 31 especies de búhos pequeños. Todas estas especies son diurnas o crepusculares y se alimentan de insectos, reptiles y aves pequeñas. Este género se incluye en la familia Strigidae. En el pasado, el mochuelo ecuatoriano se consideraba conspecífico del más extendido mochuelo andino (Glaucidium jardinii), que cría en los bosques húmedos montanos o temperados de los Andes.

## Descripción
El mochuelo ecuatoriano es un búho pequeño, de 14.5-16 cm de altura y una envergadura de 92.8-96.3 cm. El peso varía de 75.6 a 79.3 g. Aunque tanto machos como hembras tienen marcas y plumaje parecidos, como en muchas rapaces el mochuelo ecuatoriano podría presentar dimorfismo sexual, siendo la hembra un 3 % más grande y un 3 % más pesada que el macho. Las medidas lineales estándares son: la cola mide 46.88 mm y el pico (desde la cera hasta el extremo distal) mide 11.3 mm. (Nótese que todas estas medidas provienen de solamente tres machos y una hembra de Glaucidium nubicola.)
Este presunto dimorfismo sexual se conoce como dimorfismo sexual revertido (RSD).
Este mochuelo tiene la típica apariencia de mochuelo neotropical. Es de color pardo oscuro en general, aunque hay individuos con un lavado rufo más marcado. Las plumas cobertoras de la espalda, escapulares y alares son más oscuras y la rabadilla tiene una tonalidad rufa oscura manchada de blanco. Tiene manchas blancuzcas sobre las plumas primarias y secundarias que forman una banda indiferenciada. Su cola es negruzca con cinco bandas blancas incompletas. El mentón, ambos lados de la garganta y la parte superior del pecho son blancos; mientras que los lados del pecho son rufos. Posee también marcas blancas inconspicuas en el pecho y franjas más perceptibles en el vientre. Su cabeza redondeada carece de penachos en las orejas. El iris es amarillo, las patas también son amarillas y el pico es verde amarillento.

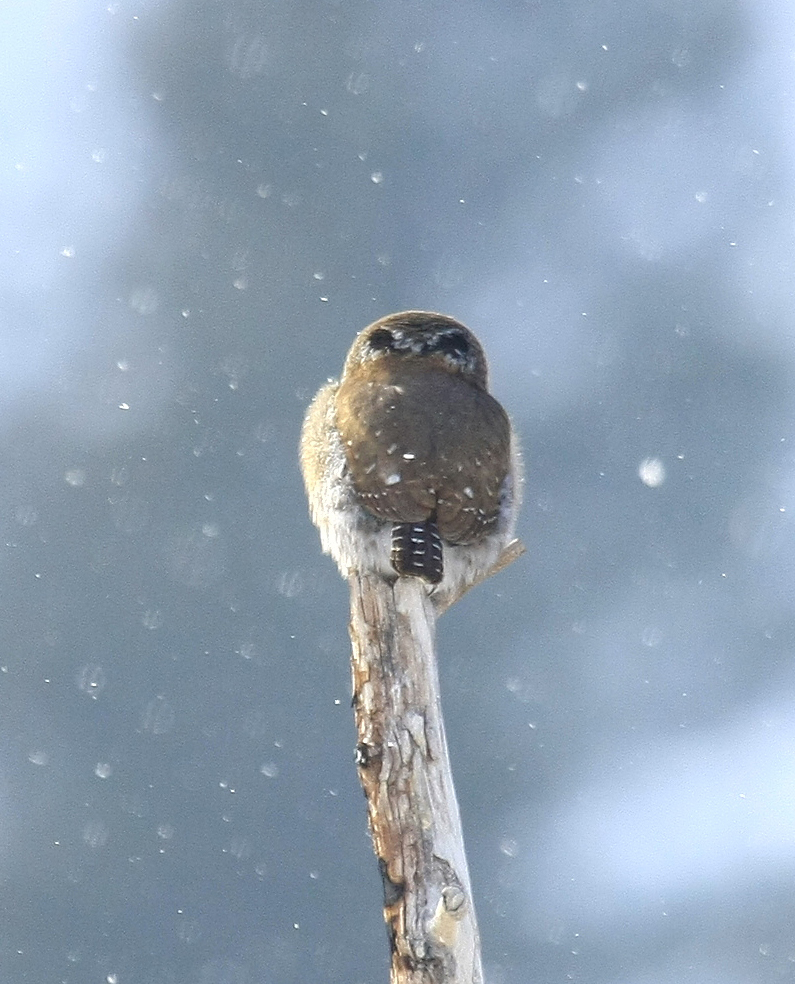
Mochuelo gnomo mostrando sus "falsos ojos" en la nuca

En la nuca del mochuelo ecuatoriano se encuentran sendos parches de plumas oscuras terminadas en blanco, que asemejan ojos y por tal motivo se denominan “falsos ojos” u “ocelos”. Se trata de un patrón de plumaje remarcable que está presente en muchos Glaucidium y otras especies de búhos que están activos durante el día. Los “falsos ojos” presuntamente confunden a los depredadores más grandes y quizás a pájaros más pequeños que les acosan, haciéndoles creer que el búho se ha percatado de su presencia.
Su gorguera y el disco facial que la cubre son más pequeños y menos desarrollados que en otras especies de búho altamente nocturnas. El color de su plumaje convierte esta especie en enormemente críptica, probablemente para permitirle posarse sin ser molestado. Sus alas son redondeadas, como en otras especies que cazan desde posaderos.
El mochuelo ecuatoriano es bastante similar a las formas temperadas del mochuelo costarricense (Glaucidium costaricanum), del mochuelo andino (G. jardinii ) y del mochuelo boliviano (G. bolivianum), pero es más pesado y su cola es más corta. Además, tiene poco o nada manchado o barrido blanco en la espalda, en los lados del pecho o en los flancos. A diferencia del parecido mochuelo costarricense, los “falsos ojos” del mochuelo ecuatoriano están bordeados en blanco en todos los ejemplares no-rufos.

### Voz
La llamada del mochuelo ecuatoriano está compuesta de notas simples que se podrían describir como silbidos o bocinazos, al igual que todas las demás especies de Glaucidium del Nuevo Mundo. Se trata de una secuencia larga de silbidos cortos, emitidos por pares y ocasionalmente por tripletes.
Este patrón de canto lo comparte con el mochuelo gnomo (Glaucidium gnoma) y el mochuelo costarricense (G. costaricanum), y supuestamente sirve como una sinapomorfia que diferencia el clado de G. nubicola, G. gnoma y G. costaricanum de las otras especies de Glaucidium. Como las vocalizaciones de los estrígidos son innatas más que adquiridas, ofrecen pistas muy valiosas para distinguir los límites de las especies en familias donde el plumaje y otras características morfológicas son muy similares entre especies.
Además, la duración y el espaciado entre las notas (pausas intranotales y pausas internotales) distingue claramente el mochuelo ecuatoriano de sus parientes el mochuelo gnomo y el mochuelo costarricense. Para el mochuelo ecuatoriano, las pausas intranotales (pausas entre pares de notas) duran un promedio de 207.9 ± 18.0 ms, mientras que las pausas internotales (pausas entre parejas de silbidos) se prolongan un promedio de 344.8 ± 21.0 ms.
Se le ha escuchado vocalizar principalmente en las mañanas, pero está activo durante todo el día. Su canto provoca intensas reacciones de acoso de las aves pequeñas.

## Distribución y hábitat
El mochuelo ecuatoriano es endémico de la territorio de los Andes en la región biogeográfica del Chocó. Su rango se extiende desde Alto de Pisones en Risaralda (Colombia) al norte, hasta el norte del Cotopaxi (Ecuador) al sud; con una población aparentemente aislada en el sudeste de El Oro (Ecuador). Esta población representa el límite altitudinal inferior para esta especie (900 m s.n.m.) y es su registro más al sur obtenido hasta el momento.
Juan F. Freile y Diego F. Castro han propuesto que la distribución actual del mochuelo ecuatoriano es continua desde el norte hasta el sud del Cotopaxi, y a lo largo de la vertiente del Pacífico pasando por Azuai y El Oro hasta Loja. Esta distribución potencial comprende aproximadamente 2570 km².
Este mochuelo vive en bosques nublados primarios o ligeramente alterados, en terrenos montañosos con abundantes precipitaciones y pendientes agrestes. No está realmente restringida a bosques primarios y es capaz de persistir en hábitats perturbados. Su hábitat suele ser de difícil acceso para las personas, pero también puede ser susceptible a la fragmentación.  En consecuencia, y como otras especies que dependen de los bosques nublados, su rango de distribución es muy estrecho.
Se encuentra en densidades reducidas en el dosel y el estrato medio del bosque. Sin embargo, puede descender hasta el sotobosque para cazar.

## Comportamiento y ecología
Como los demás mochuelos del género Glaucidium, esta especie es bastante diurna y se alimenta tanto de invertebrados como de vertebrados pequeños. Aun así,  debido a su pequeño tamaño y sus costumbres reservadas -generalmente posado en árboles perennifolios densos- es muy difícil de observar.

### Reproducción
El mochuelo ecuatoriano se reproduce principalmente entre febrero y junio. Esto le permite tener juveniles fuera del nido cuando hay gran abundancia de presas en forma de volantones de aves pequeñas. En agosto de 1999 se reportó un juvenil de mochuelo ecuatoriano en Tandayapa (Ecuador), hecho que sugiere que la época de reproducción se prolongaría al menos hasta agosto.
Este mochuelo anida típicamente en huecos de árboles, pero tampoco desprecia cavidades abandonadas de carpinteros.

### Alimentación
El mochuelo ecuatoriana caza principalmente durante el día; observa desde posaderos antes de lanzarse hacia su presa. Esta estrategia de caza basada en el acecho es común en muchas especies de búhos que viven en hábitats forestales.
Esta especie se alimenta de un rango considerable de presas, sobre todo insectos grandes como saltamontes, grillos, cigarras o chinches; pero también vertebrados pequeños como pájaros, roedores y lagartijas. De hecho, las especies de Glaucidium se alimentan de reptiles en una proporción mayor que todas los demás estrígidos. Mientras forrajean en busca de sus presas, su principal medio de locomoción es el vuelo. Presuntamente su cola relativamente larga le proporciona una considerable agilidad, suficiente para cazar aves al vuelo.

## Estado de conservación
Esta especie está actualmente considerada Vulnerable a escala global ya que se sospecha que está experimentando un declive poblacional rápido en un rango de distribución ya naturalmente constreñido, debido a deforestación severa de su hábitat. Además, su rango de distribución probablemente está muy por debajo de 5000 km² y el tamaño de la población está estimado preliminarmente en solamente 2500-9999 individuos, siendo los ejemplares maduros únicamente 1500-7000.
Ha perdido el 57 % de su rango de distribución global y el 33 % de su rango en Ecuador. En Colombia queda menos del 55 % de su hábitat original. En consecuencia, el mochuelo ecuatoriano está considerado Vulnerable también en Colombia, y el mismo estado de conservación se ha sugerido para las poblaciones del Ecuador.

### Amenazas
Estas pérdidas en su rango de distribución son debidas a la deforestación: seguramente la extracción de madera es la mayor amenaza a la que se enfrenta el mochuelo ecuatoriano. La región del Chocó ha sido por mucho tiempo una fuente de madera y la explotación forestal se ha intensificado desde mediados de la década de 1970. En el oeste de Ecuador, aproximadamente el 85 % de la cobertura forestal ha desaparecido en las tierras bajas y la vertiente del Pacífico. En Colombia, el crecimiento demográfico humano y la deforestación se han dado más lentamente pero de todas maneras este ritmo está incrementándose.
La veloz expansión de la red de carreteras en el Chocó, en conjunto con otras mejoras infraestructurales, está facilitando el acceso a áreas en un pasado remotas. En consecuencia, la explotación forestal, la agricultura a pequeña escala (en su mayoría ilícita) y la minería del oro han incrementado súbitamente. Además, el desarrollo de agricultura intensiva (sobre todo plantaciones de coca) y la cría de ganado suponen una amenaza seria para las poblaciones de mochuelo ecuatoriano.
Lamentablemente, el mochuelo ecuatoriano se beneficia muy poco de las acciones de conservación y no existen registros en las grandes áreas protegidas aunque, aparentemente, contengan hábitat adecuado para dicha especie.